# ادسل

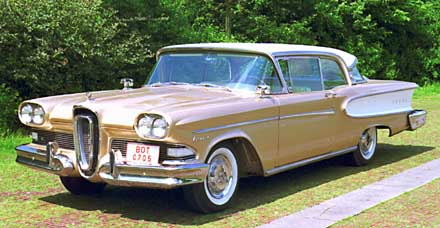
یک فورد ادسل کورسایر مدل سال ۱۹۵۸، ثبت شده در بتتروپ، آلمان

ادسل (به انگلیسی: Edsel) شرکت خودروسازی آمریکایی بود، که در زمینه طراحی و ساخت کلاس خودروهای اندازه بزرگ و استیشن واگن برای شرکت فورد فعالیت می‌کرد.
شرکت در سال ۱۹۵۷ به‌عنوان زیرمجموعه‌ای از شرکت فورد راه‌اندازی شد و تنها دو سال بعد، در ۱۹۵۹ منحل گردید. شرکت ادسل در طول کمتر از ۲ سال مدل‌های فراوانی را روانه بازار نمود، که برای نمونه می‌توان به: ادزل سیتیشن، ادزل کورسایر، ادزل ریسر، ادزل رنجر، ادزل برمودا و ادزل ویلیجر اشاره کرد.
ورود این اتومبیل نسبتاً گران به بازار در سال ۱۹۵۷ مصادف شد با یک دوره کوتاه بحران اقتصادی و در نتیجه فقط حدود ۱۰۰ هزار دستگاه از این ماشین به فروش رفت و به «تایتانیک اتومبیل‌ها» معروف شد.
فورد ادسل نمونه‌ای از شکست مفتضحانه یک محصول شد و واژه «فورد ادسل» در فرهنگ بازار به کنایه‌ای برای «شکست مصیبت‌بار یک محصول» تبدیل شده‌است.